# Tetragnatha extensa
Tetragnatha extensa és una espècie d'aranyes araneomorfes de la família dels tetragnàtids (Tetragnathidae). Fou descrita per Carl von Linné l'any 1758.
Aquesta espècie té una distribució per la zona holàrtica.

## Descripció
Com la majoria dels membres de la família de les tetragnàtids, Tetragnatha extensa posseeix un cos i les potes estirades. El mascle és més petit que la femella
Teixeix la seva teranyina més o menys horitzontal a una alçada intermèdia, en zona d'herbes altes i matolls dels entorns frescos o humits i, fins i tot de vegades, a sobre de l'aigua.

## Subespècies
Segons el World Spider Catalog amb data de 15 de gener de 2019, hi ha les següents subespècies:
- Tetragnatha extensa extensa (Linnaeus, 1758)
- Tetragnatha extensa brachygnatha Thorell, 1873
- Tetragnatha extensa maracandica Charitonov, 1951
- Tetragnatha extensa pulchra Kulczyński, 1891

## Galeria

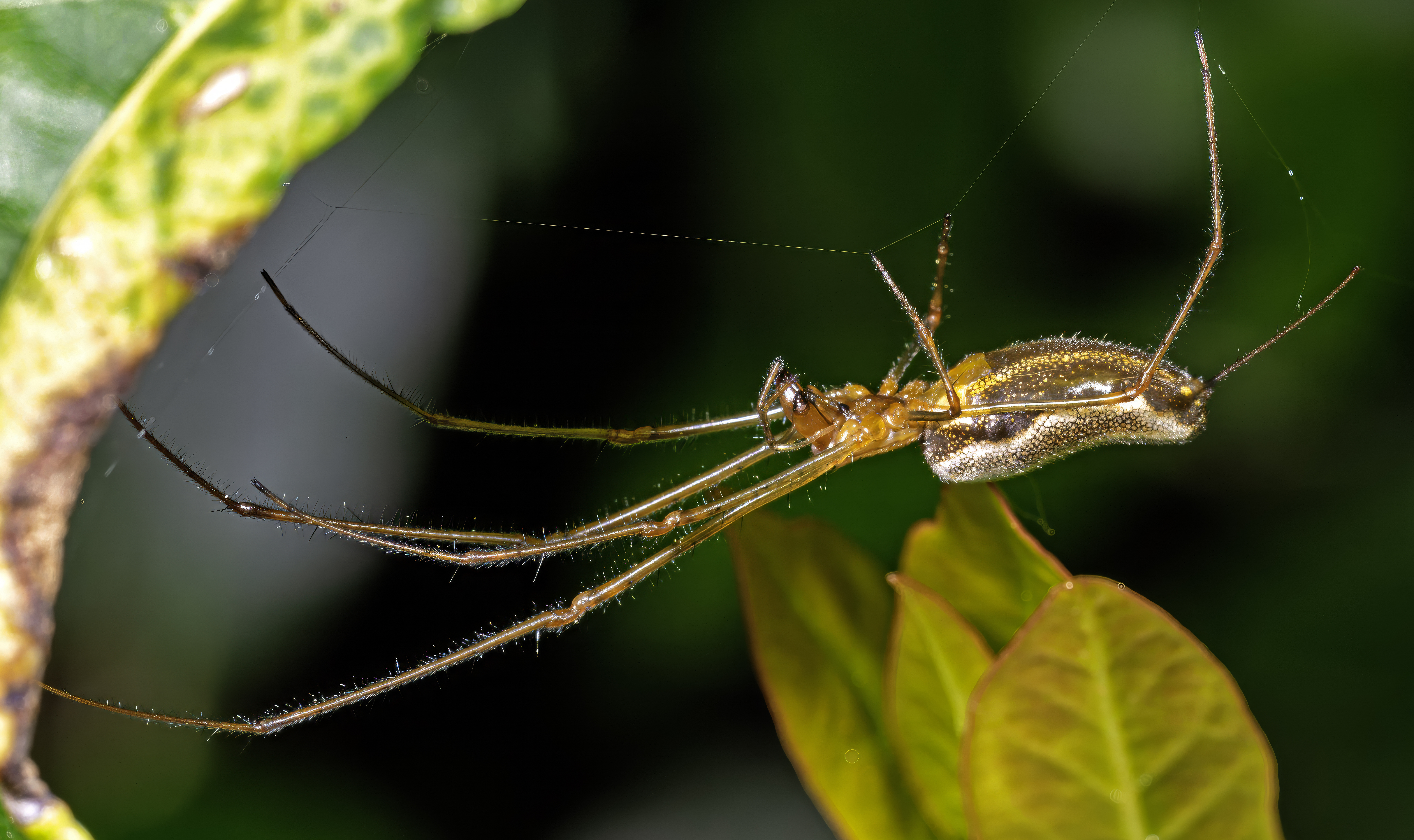
T. extensa perfil
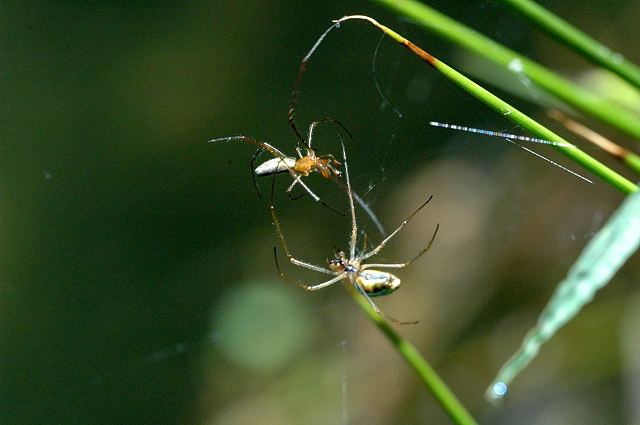
Aparellament